# Luzzi
Luzzi – miejscowość i gmina we Włoszech, w regionie Kalabria, w prowincji Cosenza.
Według danych na rok 2004 gminę zamieszkiwało 10 455 osób, 135,8 os./km².